# جلال یافعی
جلال یافعی (عربی: جلال يافعي؛ زادهٔ ۱۱ دسامبر ۱۹۹۲) بوکسور یمنی‌تبار اهل بریتانیا است.